# Massimo N'Cede Goh
Massimo N'Cede Goh (ur. 1 lutego 1999) – włoski piłkarz pochodzenia iworyjskiego, grający na pozycji napastnika.

## Kariera piłkarska

### Kariera klubowa
Wychowanek Juventusu. Od końca sierpnia 2017 do 30 stycznia 2018 grał na zasadach wypożyczenia w Virtusie Verona. 23 sierpnia 2018 został wypożyczony do Arsenału Kijów.

## Sukcesy i odznaczenia

### Sukcesy piłkarskie
Virtus Verona
- mistrz Serie D: 2017/18